# Monteponita
La monteponita es un mineral de la clase de los minerales óxidos, y dentro de esta pertenece al "grupo de la periclasa". Fue descubierta en 1946 en la mina Monteponi del municipio de Iglesias, en la isla de Cerdeña (Italia), siendo nombrada así por el nombre de la mina donde se encontró. Un sinónimo poco usado es el de genaruttita.

## Características químicas
Químicamente es un óxido simple de cadmio, anhidro. El grupo de la periclasa al que pertenece son todos óxidos simples de un metal que cristalizan en el sistema cúbico.

## Formación y yacimientos
Aparece formando costras sobre el mineral de calamina, en yacimientos de minerales sulfuros.
Suele encontrarse asociado a otros minerales como: smithsonita, hemimorfita, cadmio nativo o la otavita.